# انری وینولدی-دنیلز
انری وینولدی-دنیلز (انگلیسی: Henri Wijnoldy-Daniëls; ۲۶ نوامبر ۱۸۸۹ – ۲۰ اوت ۱۹۳۲) ورزشکار شمشیربازی اهل پادشاهی هلند بود.
وی در مسابقات کشوری و بین‌المللی در مجموع برندهٔ ۲ مدال برنز شده‌است.